# CitizenGO
CitizenGO é um grupo de defesa de causas conservadoras fundado em 2013 em Madri, Espanha, por HazteOir.
A fundação promove petições em 50 países, incluindo em defesa de causas cristãs e aquelas que se opõem ao casamento entre pessoas do mesmo sexo, ao aborto, e à eutanásia.

## História
A CitizenGO foi fundada em Madri, Espanha, em setembro de 2013 por HazteOir a fim de expandir seu escopo de ação para além dos países de língua espanhola, promovendo o uso de petições online como uma forma de ciberativismo para aumentar a participação do público no processo democrático.

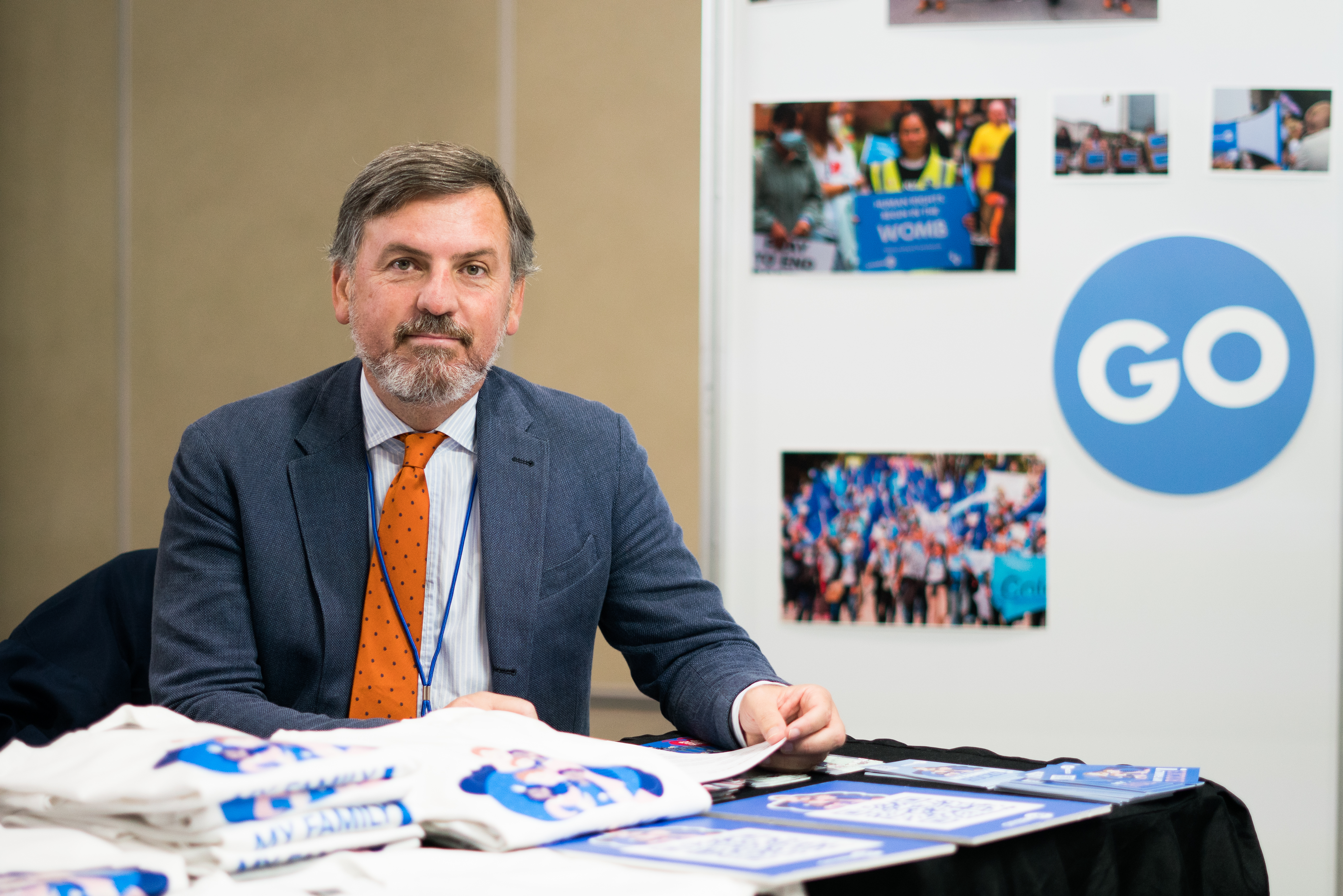
Ignacio Arsuaga, fundador e presidente da HazteOir e CitizenGO.

A CitizenGO diz que possui "membros da equipe localizados em quinze cidades em três continentes" que facilitam os usuários a assinarem petições em 50 países e em 8 idiomas, com planos de adicionar mais. A Fundação CitizenGO é apoiada financeiramente por doações online feitas por seus membros. O CEO da CitizenGO é Álvaro Zulueta. O Conselho de Administração da Fundação CitizenGO é composto por Ignacio Arsuaga (fundador e presidente), Walter Hintz, Blanca Escobar, Luca Volonte (político da UDC), Brian S. Brown (presidente da National Organization for Marriage), Gualberto García, Alexey Komov (aliado de Putin),  Alejandro Bermudez e John-Henry Westen. 
Em 2001, Ignacio Arsuaga fundou a HazteOir. Essa organização foi posteriormente diluída na CitizenGO, uma ação que foi considerada "rebranding".
A fundação é acusada de ser ultraconservadora, ultracatólica e de estar ligada, como HazteOir, à sociedade secreta El Yunque, de origem regional mexicana.  

## Atividades

### Aborto e eutanásia
A CitizenGO promove campanhas contra o aborto e a eutanásia. A fundação se opôs à introdução do "relatório Estrela " no Parlamento Europeu, que exige que os estados membros forneçam educação sexual abrangente nas escolas e garantam o acesso ao aborto, entre outras coisas.
No final de maio de 2019, a CitizenGO apresentou uma petição pelo "Direito à Vida", pedindo ao serviço de streaming Netflix para interromper o financiamento de um recurso judicial ao controverso Projeto de Lei da Batida do Coração da Geórgia. O grupo também pediu que os assinantes cancelassem sua assinatura da Netflix como sinal de protesto. 
Nos Estados Unidos, em junho de 2022, a CitizenGO mobilizou-se por meio de conferências na ONU, petições on-line e outras ações em favor da anulação da sentença Roe v. Wade,  o caso judicial de 1973 em que o Supremo Tribunal dos Estados Unidos decidiu que a Constituição dos Estados Unidos protegia a liberdade de uma mulher grávida de escolher abortar sem restrições governamentais indevidas. O caso Roe v. Wade reformulou a política americana, dividindo grande parte dos Estados Unidos em movimentos a favor (pró-escolha) e contra o aborto (pró-vida), ao mesmo tempo que desencadeou movimentos populares de ambos os lados. 

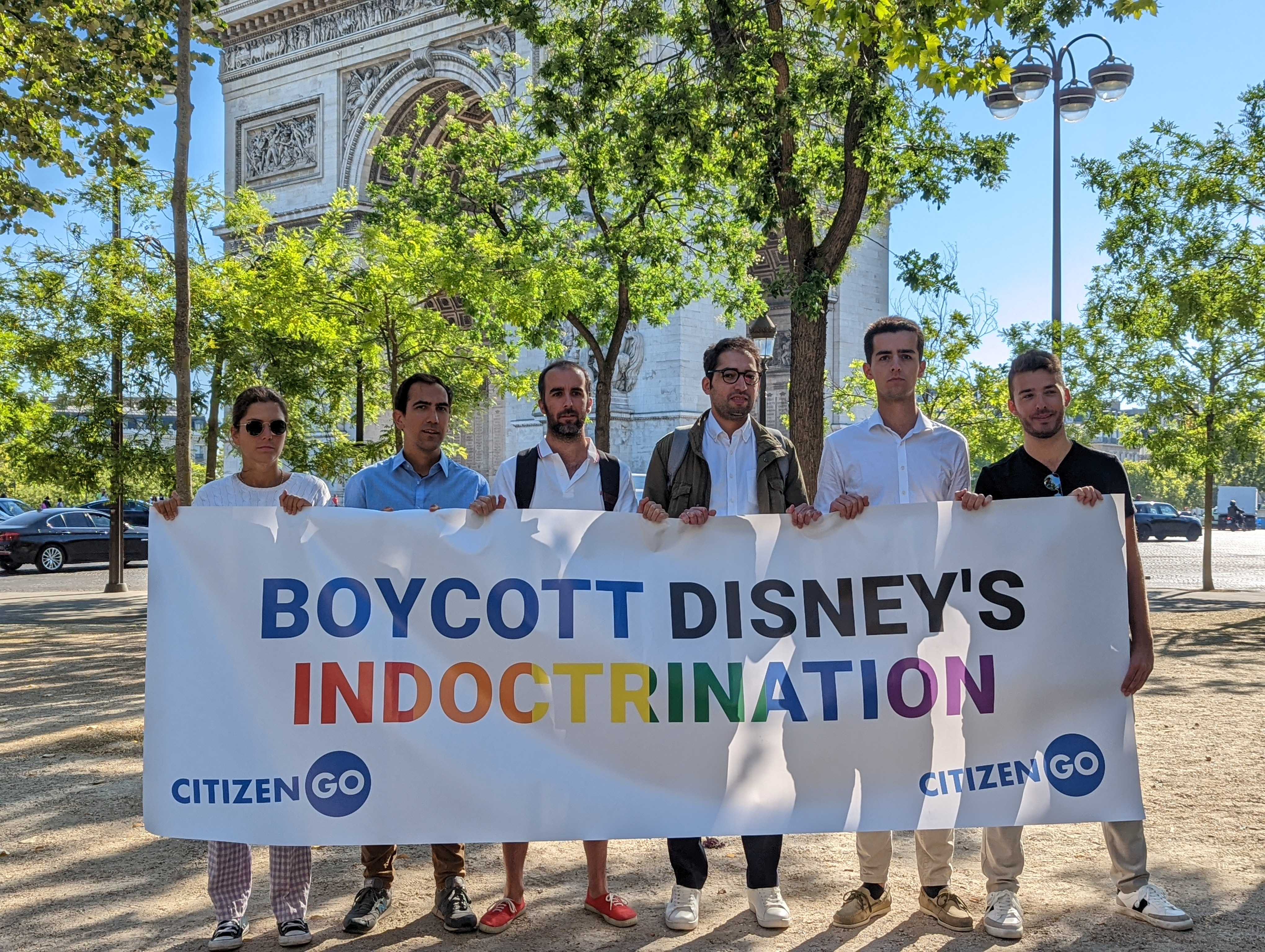
Acabar com a doutrinação da Disney (Paris, FR)

Em 2022, perante a possibilidade de anulação da referida sentença, iniciativas da CitizenGO defenderam que “os Direitos Humanos começam na conceção” e que “os nascituros também têm direitos”. Por fim, o Supremo Tribunal dos Estados Unidos anulou a sentença Roe v. Wade alegando que o direito substantivo ao aborto não estava "profundamente enraizado na história ou tradição desta nação", entre outras razões.
Na Hungria, a CitizenGO apoiou publicamente a chamada “lei do batimento cardíaco fetal” na Hungria, um decreto de 2022 que obriga as mulheres que desejam fazer um aborto a primeiro ouvir o batimento cardíaco fetal. Eszter Schittl, diretora de campanhas da CitizenGO naquele país, destacou que essa lei “dá ao feto a oportunidade de provar à mãe que está vivo”. 

### Série de quadrinhosSecond Coming

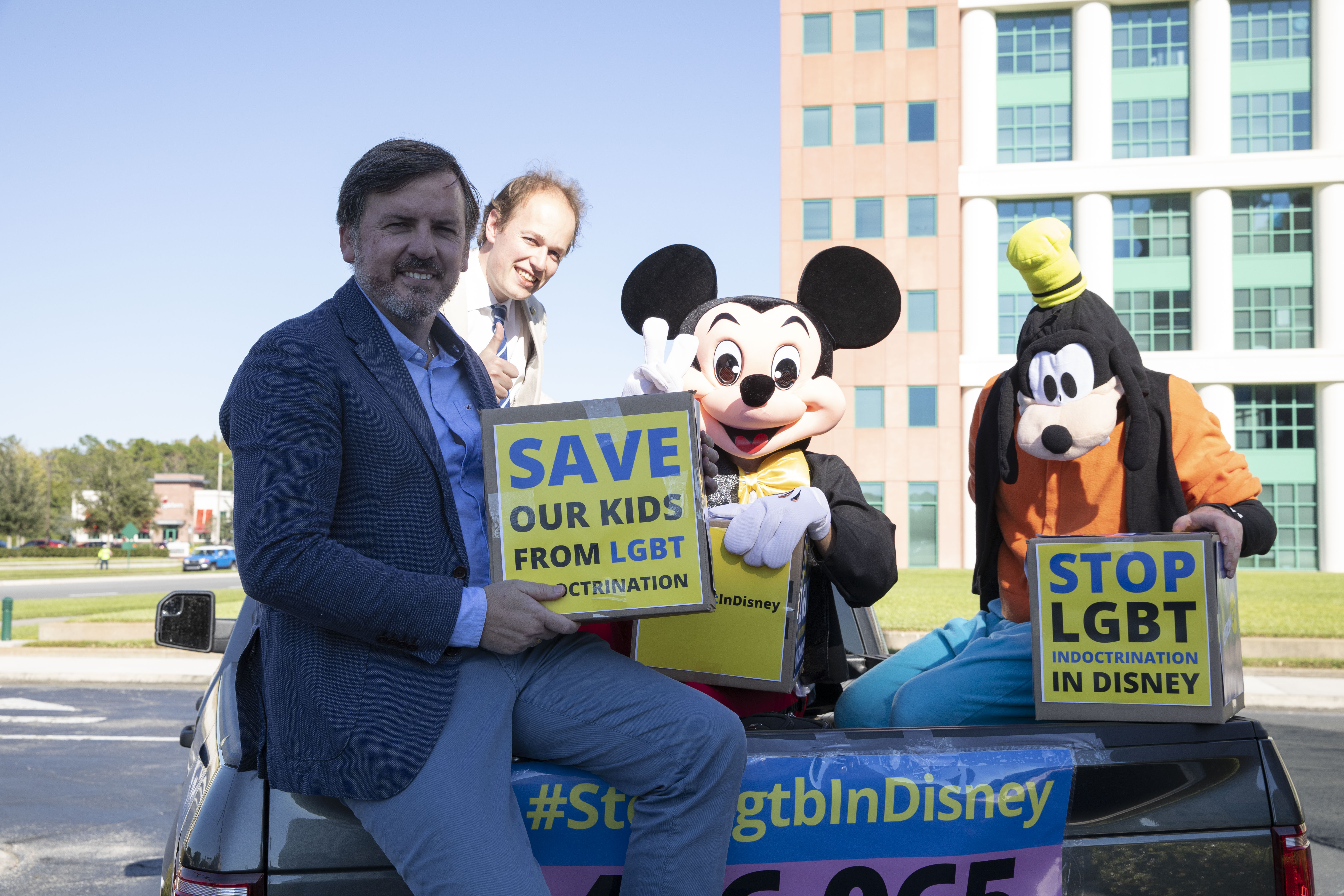
Em 2020, a CitizenGO esteve presente na assembleia de parceiros da Disney, onde denunciou publicamente, perante o diretor executivo da Disney, Bob Chapek, uma tentativa de doutrinação LGBT das crianças

Em fevereiro de 2019, a CitizenGO organizou uma petição pedindo que a Vertigo (selo da editora DC Comics) cancelasse a série de quadrinhos Second Coming, de Mark Russell e Richard Pace, considerada pela fundação como uma blasfêmia por sua representação de Jesus Cristo.  
O clamor público das comunidades de fé foi notado pela Fox News e uma petição on-line foi lançada, reunindo mais de 230.000 assinaturas. Em resposta às alegações de que a série era "ultrajante e blasfema", a DC Comics retirou a publicação pouco antes da sua estreia prevista para 6 de março de 2019.  

### Disneyland
No final de maio de 2018, a CitizenGO fez circular uma petição pedindo à Disneyland de Paris o cancelamento de uma parada LGBT chamada "Parada Mágica", programada para 1 de junho de 2019.   A Walt Disney Company rejeitou a petição e a Parada Mágica prosseguiu em Paris.  Meses depois, CitizenGO lançou outra campanha contra a Disney quando o estúdio, no programa Muppet Babies dirigido a crianças, apresentou Cinderela como uma personagem masculina que enverga um vestido. A petição alcançou mais de um milhão de assinaturas.  
Nos Estados Unidos, a CitizenGO realizou protestos ao longo dos anos nas sedes da Disney em todo o mundo. Em 2020, a CitizenGO participou na assembleia de parceiros da Disney onde denunciou publicamente, diante do CEO da Disney, Bob Chapek, uma tentativa de doutrinação LGBT das crianças. 

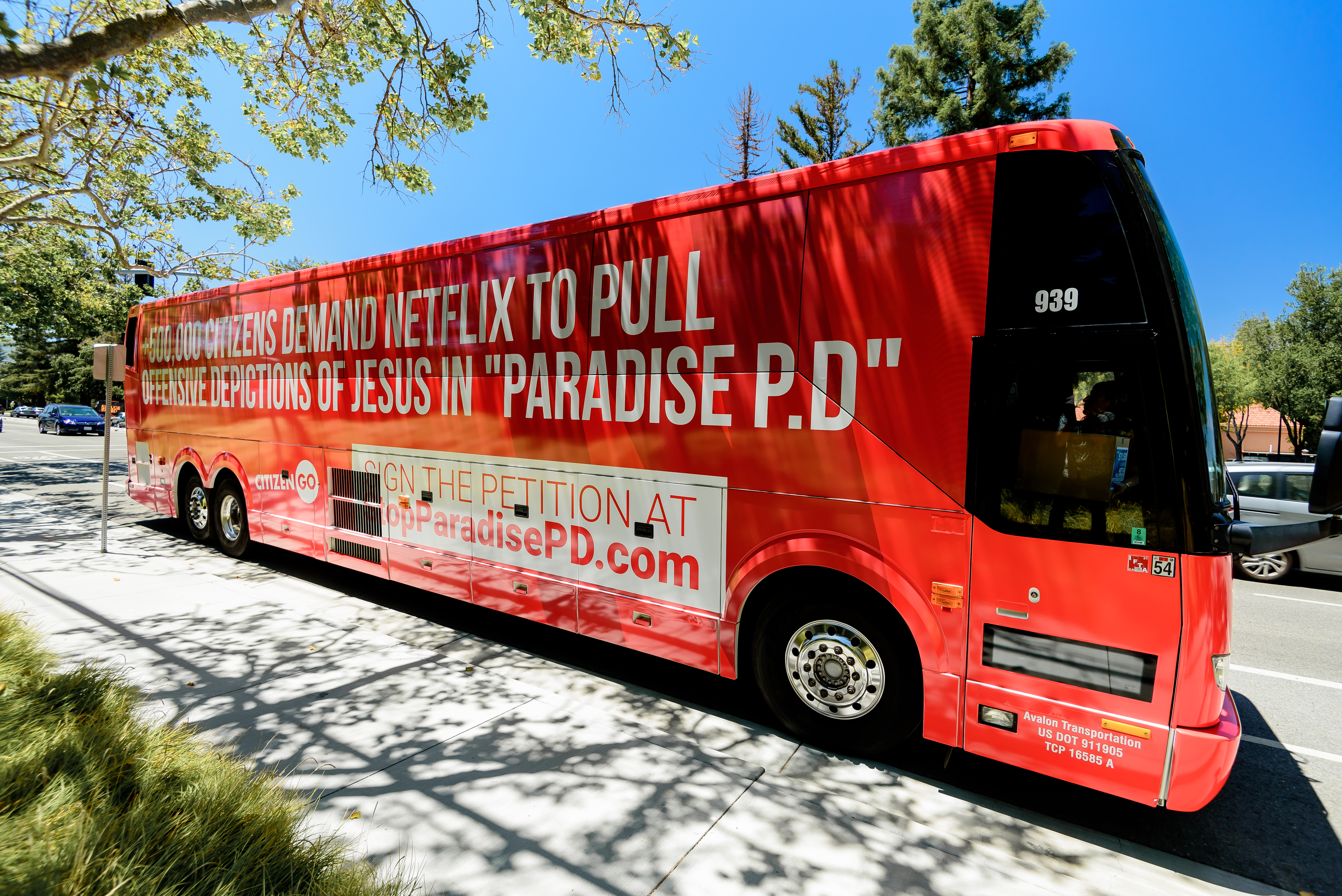
Entrega de assinaturas na sede da Netflix para #StopParadisePD

Em 2022, CitizenGO lançou uma campanha de apoio ao Governador da Florida Ron DeSantis, pelo seu projeto de Lei dos Direitos Parentais na Educação, que reforça o direito fundamental dos pais a tomarem decisões sobre a educação e o controlo dos seus filhos na escola. 

### Netflix
Em 2018, a CitizenGO lançou uma petição pedindo o cancelamento do programa especial de Natal Porta dos Fundos da Netflix, em que Jesus é retratado como homossexual, a Virgem Maria como adúltera e os apóstolos como alcoólatras. A petição alcançou mais de um milhão e meio de assinaturas.

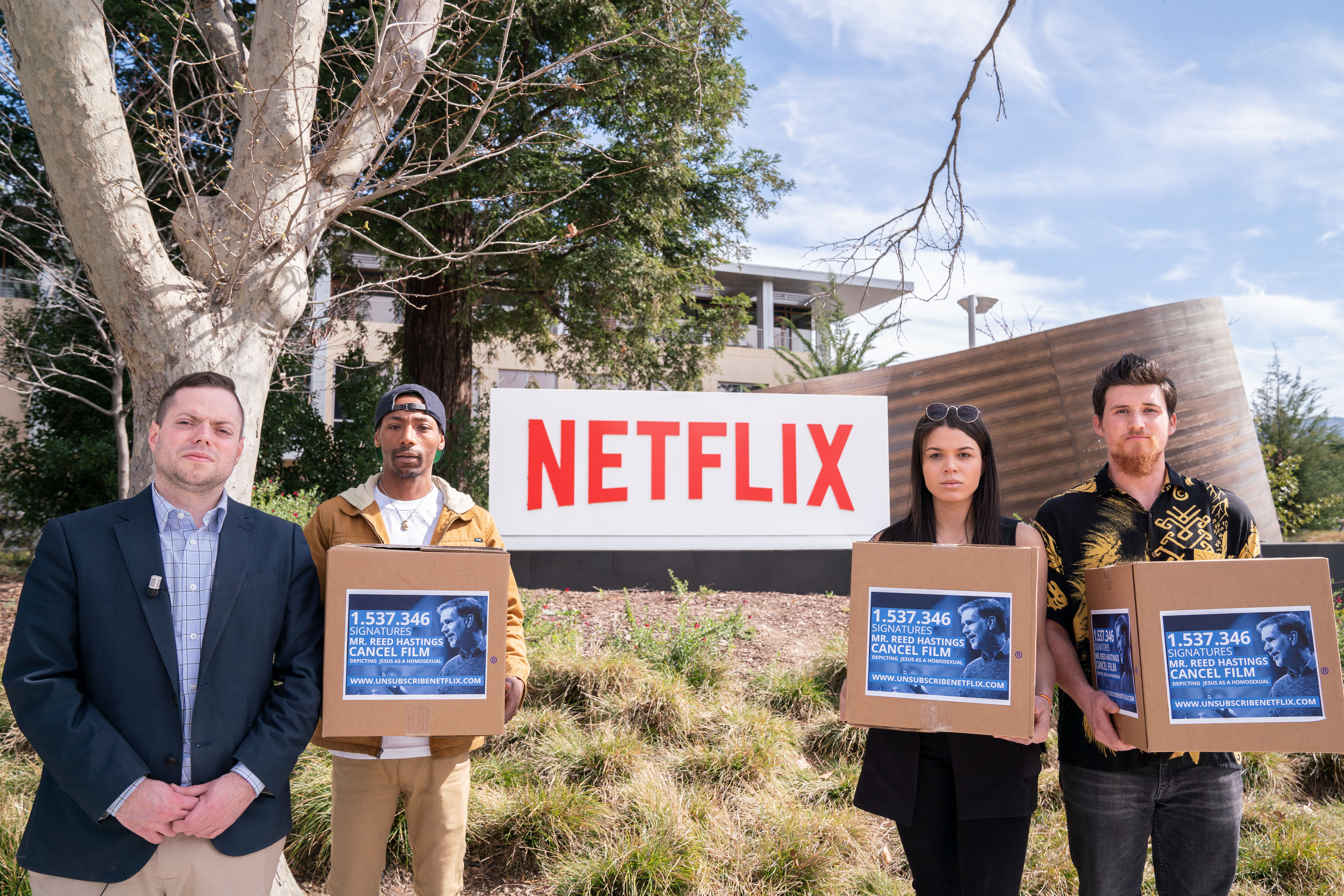
Atuação no exterior da sede da Netflix em Los Gatos, Califórnia #UnsubscribeNetflix

Em 2019, a CitizenGO lançou uma segunda petição, desta vez denunciando o filme Cuties, em que menores eram apresentados de forma hipersexualizada.   
Em 2021, CitizenGO também lançou uma petição pedindo à Netflix que removesse a série Paradise PD, no qual Jesus é retratado como um homem violento, em ofensa à fé cristã. A petição alcançou mais de 500 mil assinaturas.
Além disso, CitizenGO realizou inúmeros protestos no decurso dos anos na sede principal da Netflix em Los Gatos, na Califórnia.